# موش‌های دم‌پشمی
موش‌های دم‌پشمی (نام علمی: Batomys) نام یک سرده از زیرخانواده نیاموشان است.